# The RAND Journal of Economics
The RAND Journal of Economics est une revue trimestrielle en économie publiée par la RAND Corporation créée en 1970. 
La revue a été dénommée The Bell Journal of Economics and Management Science de 1970 à 1974 puis The Bell Journal of Economics de 1975 à 1983 et enfin The RAND Journal of Economics depuis 1984.
L'objectif de la revue est de "soutenir et encourager la recherche sur le comportement des industries réglementées, l'analyse économique des organisations et, plus généralement, la microéconomie appliquée". 
Elle publie des tables théoriques et empiriques. Selon le Journal Citation Reports ,pour 2016 cette revue es placée au 98ème rang sur 347 revues dans la catégorie "Économie".